# Miguel Vítor
Miguel Ângelo Leonardo Vítor (hebräisch מיגל אנז'לו לאונרדו ויטור; * 30. Juni 1989 in Torres Vedras) ist ein israelisch-portugiesischer Fußballspieler, der derzeit bei Hapoel Be’er Scheva unter Vertrag steht.

## Karriere

### Verein
Miguel Vítor kam aus der Jugend von Benfica Lissabon, die er 2007 verließ und sich der ersten Mannschaft anschloss. Zusammen mit Romeu Ribeiro wurde er im Januar 2008 an den Zweitligisten Desportivo Aves verliehen. Bei seiner Rückkehr wurde er hinter Luisão und David Luiz lediglich als Reservespieler eingesetzt. Zu Beginn der Saison 2010/11 wurde er an den englischen Zweitligisten Leicester City verliehen.

### Nationalteam
Der 1,83 m große Verteidiger kam bisher nur für die U-21 zum Einsatz. Für die A-Nationalmannschaft dagegen wurde er bis dato noch nicht nominiert.

## Erfolge
Benfica Lissabon
- Portugiesische Meisterschaft: 2010
- Taça da Liga: 2009, 2010, 2012